# 阿菊人形
阿菊人形（日语：／ Okiku ningyō）是一尊供奉在北海道岩見澤市的萬念寺，頭髮會長長的日本人形。

## 概要
大正7年（1918年），住在北海道的鈴木永吉，在札幌狸小路的商店，買了一個妹妹頭的日本人形給他3歲的妹妹菊子。菊子非常喜歡這個人形，甚至每天都和它一起睡覺。但是，翌年菊子因感冒突然去世。鈴木家因為忘記將人形納棺，便和菊子的遺骨一同放在家裡的佛壇上。不知不覺中，人形的頭髮長到肩膀，家人們開始相信這是菊子的靈魂附身在人形裡。昭和13年（1938年），鈴木家搬到樺太，因此將人形寄存在萬念寺。戰後，永吉認為這個人形寄宿了菊子的靈魂，於是委託萬念寺永代供養。

## 脚注
1. ↑  . 日本伝承大鑑.   [2021-5-25]. （原始内容存档于2024-06-22）.
2. ↑  .   [2021-5-25]. （原始内容存档于2022-01-31）.

## 關連項目
- 靈異事件